# 1876 en rugby à XV
Cette page présente les faits marquants de l'année 1876 en rugby à XV : les principaux évènements liés au rugby à XV ainsi que les naissances et décès de grandes personnalités de ce sport.

## Événements
De nouvelles règles du rugby sont publiées en 1876 : Laws of the Rugby Football Union.

### Mars
- 6 mars : l'Angleterre remporte la Calcutta Cup en battant l'Écosse sur le score de 4 à 0[1].

## Naissances
- 13 avril : Pascal Laporte, joueur de rugby français. († 6 avril 1947).